# Ambrus
Pour l’article homonyme, voir Ambrus (prénom).
Ambrus (Ambruç en gascon) est une commune du Sud-Ouest de la France, située dans le département de Lot-et-Garonne (région Nouvelle-Aquitaine).

## Géographie

### Communes limitrophes
Les communes limitrophes sont  Buzet-sur-Baïse, Caubeyres, Damazan, Fargues-sur-Ourbise, Pompiey, Saint-Pierre-de-Buzet et Xaintrailles.
| Caubeyres           | Damazan (par un quadripoint) | Saint-Pierre-de-Buzet |
| Fargues-sur-Ourbise | Ambrus                       | Buzet-sur-Baïse       |
| Pompiey             | Xaintrailles                 |                       |

### Climat
Pour des articles plus généraux, voir Climat de la Nouvelle-Aquitaine et Climat de Lot-et-Garonne.
Historiquement, la commune est exposée à un climat océanique aquitain.  
En 2020, Météo-France publie une typologie des climats de la France métropolitaine dans laquelle la commune est exposée à un climat océanique altéré et est dans la région climatique Aquitaine, Gascogne, caractérisée par une pluviométrie abondante au printemps, modérée en automne, un faible ensoleillement au printemps, un été chaud (19,5 °C), des vents faibles, des brouillards fréquents en automne et en hiver et des orages fréquents en été (15 à 20 jours).
Pour la période 1971-2000, la température annuelle moyenne est de 12,9 °C, avec une amplitude thermique annuelle de 14,5 °C. Le cumul annuel moyen de précipitations est de 816 mm, avec 11,3 jours de précipitations en janvier et 6,8 jours en juillet. Pour la période 1991-2020, la température moyenne annuelle observée sur la station météorologique la plus proche, située sur la commune de Nérac à 12,82 km à vol d'oiseau, est de 0,0 °C et le cumul annuel moyen de précipitations est de 0,0 mm,. Pour l'avenir, les paramètres climatiques de la commune estimés pour 2050 selon différents scénarios d'émission de gaz à effet de serre sont consultables sur un site dédié publié par Météo-France en novembre 2022.

## Urbanisme

### Typologie
Au 1er janvier 2024, Ambrus est catégorisée commune rurale à habitat très dispersé, selon la nouvelle grille communale de densité à sept niveaux définie par l'Insee en 2022.
Elle est située hors unité urbaine. Par ailleurs la commune fait partie de l'aire d'attraction de Nérac, dont elle est une commune de la couronne,. Cette aire, qui regroupe 17 communes, est catégorisée dans les aires de moins de 50 000 habitants,.

### Occupation des sols

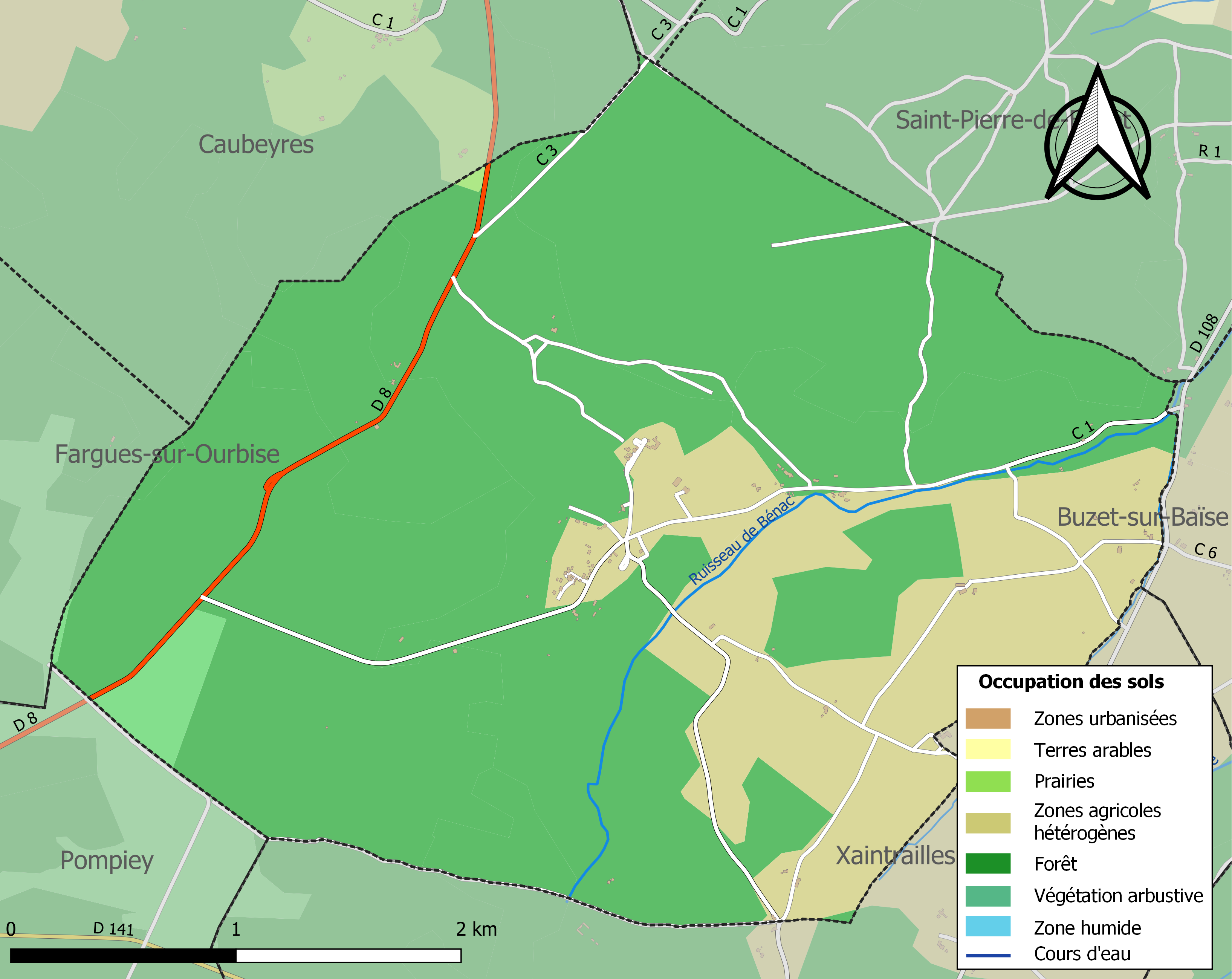
Carte des infrastructures et de l'occupation des sols de la commune en 2018 (CLC).

L'occupation des sols de la commune, telle qu'elle ressort de la base de données européenne d’occupation biophysique des sols Corine Land Cover (CLC), est marquée par l'importance des forêts et milieux semi-naturels (78,1 % en 2018), une proportion sensiblement équivalente à celle de 1990 (78 %). La répartition détaillée en 2018 est la suivante : 
forêts (76,3 %), zones agricoles hétérogènes (21,9 %), milieux à végétation arbustive et/ou herbacée (1,8 %), prairies (0,1 %). L'évolution de l’occupation des sols de la commune et de ses infrastructures peut être observée sur les différentes représentations cartographiques du territoire : la carte de Cassini (XVIIIe siècle), la carte d'état-major (1820-1866) et les cartes ou photos aériennes de l'IGN pour la période actuelle (1950 à aujourd'hui).

### Risques majeurs
Le territoire de la commune d'Ambrus est vulnérable à différents aléas naturels : météorologiques (tempête, orage, neige, grand froid, canicule ou sécheresse), inondations, feux de forêts, mouvements de terrains et séisme (sismicité très faible). Il est également exposé à un risque technologique,  le transport de matières dangereuses. Un site publié par le BRGM permet d'évaluer simplement et rapidement les risques d'un bien localisé soit par son adresse soit par le numéro de sa parcelle.

#### Risques naturels
Certaines parties du territoire communal sont susceptibles d’être affectées par le risque d’inondation par une crue à  débordement lent de cours d'eau. La commune a été reconnue en état de catastrophe naturelle au titre des dommages causés par les inondations et coulées de boue survenues en 1982, 1988, 1999 et 2009,.
Ambrus est exposée au risque de feu de forêt. Depuis le 20 avril 2016, les départements de la Gironde, des Landes et de Lot-et-Garonne disposent d’un règlement interdépartemental de protection de la forêt contre les incendies. Ce règlement vise à mieux prévenir les incendies de forêt, à faciliter les interventions des services et à limiter les conséquences, que ce soit par le débroussaillement, la limitation de l’apport du feu ou la réglementation des activités en forêt. Il définit en particulier cinq niveaux de vigilance croissants auxquels sont associés différentes mesures,.
Les mouvements de terrains susceptibles de se produire sur la commune sont des affaissements et effondrements liés aux cavités souterraines (hors mines) et des tassements différentiels. Afin de mieux appréhender le risque d’affaissement de terrain, un inventaire national permet de localiser les éventuelles cavités souterraines sur la commune.

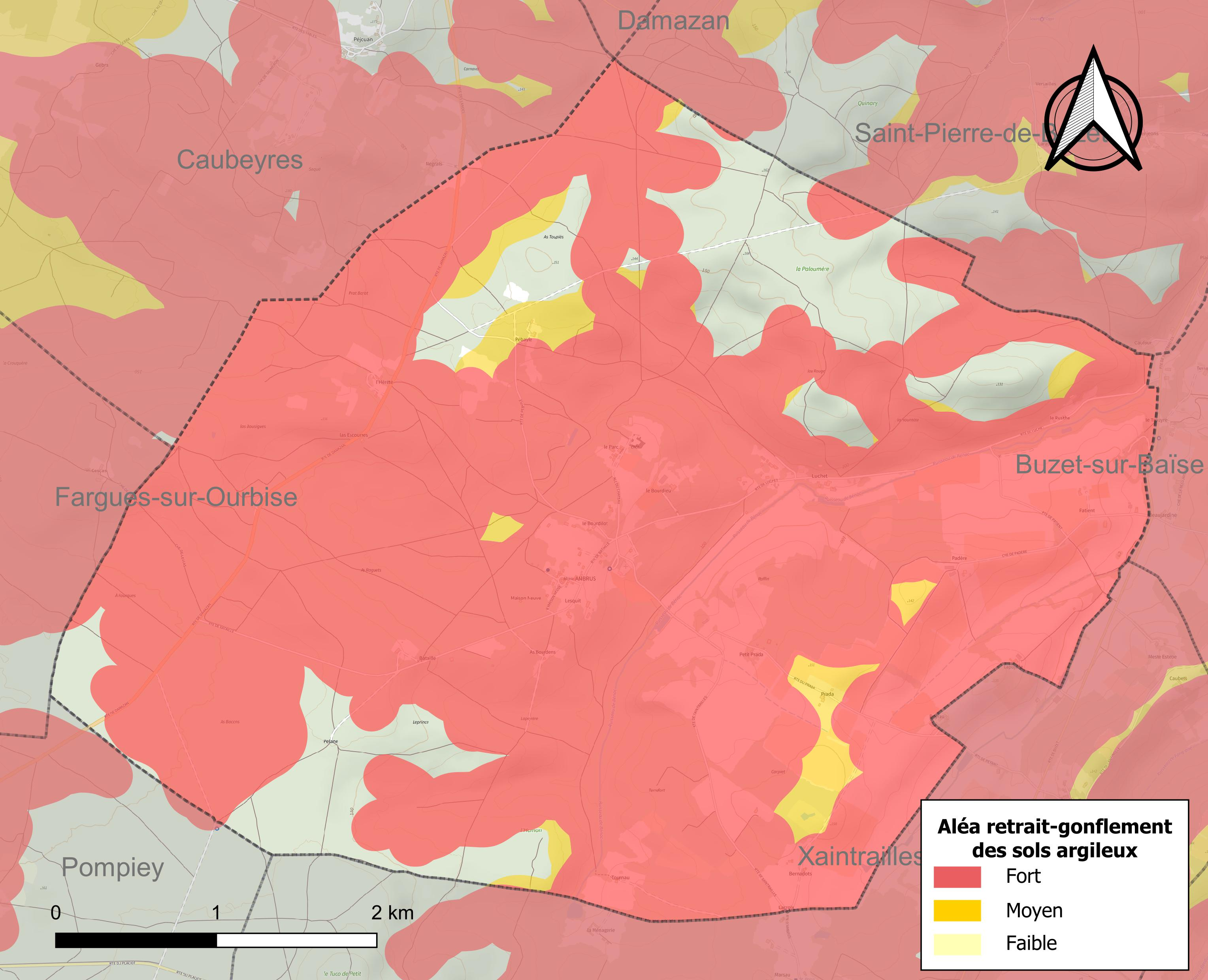
Carte des zones d'aléa retrait-gonflement des sols argileux d'Ambrus.

Le retrait-gonflement des sols argileux est susceptible d'engendrer des dommages importants aux bâtiments en cas d’alternance de périodes de sécheresse et de pluie. 86,2 % de la superficie communale est en aléa moyen ou fort (91,8 % au niveau départemental et 48,5 % au niveau national). Depuis le 1er octobre 2020, en application de la loi ELAN, différentes contraintes s'imposent aux vendeurs, maîtres d'ouvrages ou constructeurs de biens situés dans une zone classée en aléa moyen ou fort,.
Concernant les mouvements de terrains, la commune a été reconnue en état de catastrophe naturelle au titre des dommages causés par la sécheresse en 2003 et 2005 et par des mouvements de terrain en 1999.

## Toponymie
L’étymologie du nom de lieu « Ambrus » pourrait provenir du latin Ambrosius. [réf. à confirmer]
Ambrus étant en Gascogne, la plupart des lieux-dits y sont explicables par le gascon, par exemple Toupiés, la Paloumère, Pélane, L'Hérété, lou Sourbé, Riou Pouyrit, la Hountéte, las Parguères, lou Grésa. [citation nécessaire]

## Histoire
Selon les historiens, Ambrus serait établie sur un site datant de la proto-histoire. Dès le Ve siècle, il serait fait état d'une source miraculeuse dédiée à la Vierge. En 1259, la seigneurie d'Ambrus est mentionnée sur une liste d'hommage. Selon ce document, un tiers des terres appartenait à Bertrand de Xaintrailles, un autre tiers à Raymond Bertrand de Gelas, un sixième à Raymond Guillaume de Vidalhac et un autre sixième à une personne dont on ignore l’identité.
Selon certains auteurs, Saint Vincent de Paul, y aurait dit sa première messe. Selon le cantique religieux, Jean Poton de Xaintrailles, compagnon de Jeanne d'Arc y serait allé prier.
- Habitat très ancien
- Seigneurie des Xaintrailles au XVe siècle, puis des Pardaillan.

### Pèlerinage
Ambrus est un lieu de pèlerinage qui se déroule chaque année le 8 septembre. Le cantique officiel du pèlerinage est écrit en gascon:
 De Ceou en terro descendudo                   

 La Bierjo ! La Bierjo !                              

Din nostos lanos es bengudo                         

 La May de Diou !                                     

Naou anjioulets l'accoumpagnabon                    

Que bien piousomen cantabon                         

Un li trubaco la rousado                            

Quoate li hésion la juncado                         

Un sounabo la campaneto                             

Dus li troussabon la raoubeto                       

L'aoute pourtabo sa cheyroto                        

S’es pel las brucos espinado                        

Et quand estout touto ensannado                     

Bengout aou pé de la hounteto                        

Trempet sous penous din l’aygueto                   

Et gariscout la malauseto.                          

Pey din lou ceou s'es entournado                    

Din la glorio encouronado                           

Et bous tournats a cado annado                      

Per li canta tan belo aubado.                       
 (graphie d'origine)
Traduction
 Du ciel en terre est descendue

La Vierge ! La Vierge !

Dans nos Landes est venue

La Mère de Dieu

Neuf angelots l'accompagnaient

Qui bien pieusement chantaient

Un faisait tomber la rosée

Quatre lui faisaient la jonchée

Un agitait la sonnette

Deux lui soulevaient sa petite robe

Le dernier portait sa petite chaise

Elle s'accrocha aux épines des fourrés

Et quand elle fut toute ensanglantée

Elle vint à la fontaine

Trempa ses pieds dans l'eau courante

Et guérit la petite maladie

Puis dans le ciel s'en retourna

Dans la gloire, elle fut couronnée

Et vous, revenez chaque année

Pour lui donner une si belle aubade.

### Statue de la Vierge
La statue de la Vierge était sculptée en bois de chêne-liège massif polychrome. Elle représente la Vierge tenant l'enfant Jésus sur son bras gauche. Elle est datée du XVIe siècle. Volée en 1981, elle fut retrouvée à Vintimille et replacée dans sa niche. Des pilleurs l'ont volée à nouveau en 1986 [décembre 2006 selon la Dépêche du 11 octobre 2015]. Depuis, c'est une copie réalisée par un sculpteur de Nérac Guy Zagni qui a pris sa place...

## Politique et administration
| Période                                  | Période   | Identité            | Étiquette | Qualité            |
| ---------------------------------------- | --------- | ------------------- | --------- | ------------------ |
| mars 1977                                | mars 2008 | François Renaut     | PCF       | Retraité transport |
| mars 2008                                | mars 2014 | Bernard Lafougère   |           |                    |
| 2014                                     | En cours  | Christian Lafougère |           |                    |
| Les données manquantes sont à compléter. |           |                     |           |                    |

## Démographie
L'évolution du nombre d'habitants est connue à travers les recensements de la population effectués dans la commune depuis 1793. Pour les communes de moins de 10 000 habitants, une enquête de recensement portant sur toute la population est réalisée tous les cinq ans, les populations de référence des années intermédiaires étant quant à elles estimées par interpolation ou extrapolation. Pour la commune, le premier recensement exhaustif entrant dans le cadre du nouveau dispositif a été réalisé en 2005.

En 2022, la commune comptait 109 habitants, en évolution de −2,68 % par rapport à 2016 (Lot-et-Garonne : −0,18 %, France hors Mayotte : +2,11 %).
| 1793 | 1800 | 1806 | 1821 | 1831 | 1836 | 1841 | 1846 | 1851 |
| ---- | ---- | ---- | ---- | ---- | ---- | ---- | ---- | ---- |
| 225  | 120  | 261  | 312  | 326  | 335  | 322  | 320  | 303  |

| 1856 | 1861 | 1866 | 1872 | 1876 | 1881 | 1886 | 1891 | 1896 |
| ---- | ---- | ---- | ---- | ---- | ---- | ---- | ---- | ---- |
| 302  | 290  | 294  | 289  | 257  | 229  | 234  | 214  | 198  |

| 1901 | 1906 | 1911 | 1921 | 1926 | 1931 | 1936 | 1946 | 1954 |
| ---- | ---- | ---- | ---- | ---- | ---- | ---- | ---- | ---- |
| 181  | 192  | 148  | 155  | 133  | 134  | 126  | 110  | 115  |

| 1962 | 1968 | 1975 | 1982 | 1990 | 1999 | 2005 | 2006 | 2010 |
| ---- | ---- | ---- | ---- | ---- | ---- | ---- | ---- | ---- |
| 108  | 92   | 97   | 81   | 78   | 71   | 85   | 87   | 99   |

| 2015 | 2020 | 2022 | - | - | - | - | - | - |
| ---- | ---- | ---- | - | - | - | - | - | - |
| 110  | 108  | 109  | - | - | - | - | - | - |

## Lieux et monuments
- Château fort médiéval
- Église Notre-Dame d'Ambrus du XIIe siècle : fenêtre romane, pignon à 3 arcatures, chapelle moderne ; statue de Notre-Dame XVIe siècle en chêne-liège, sculptures gothiques formant retable. Elle est inscrite à l'Inventaire général du patrimoine culturel[32].
- Fontaine de dévotion (pèlerinage)

## Personnalités liées à la commune
- Saint Vincent de Paul
- Édouard de Perrodil (1860-1931), y est mort.
- Henry Montaigu (1936-1992)